# Districtul Fellaoucene
Fellaoucene este un district din provincia Tlemcen, Algeria.